# 胡贤才
胡贤才（1916年10月—1983年4月），河南省新县人。中国人民解放军将领。

## 生平
1930年4月参加中国工农红军，1935年11月加入中国共产党。第一次国共内战时期，曾任中共河南省罗山特委便衣队长，参加了鄂豫皖边区三年游击战。抗日战争初期，在新四军第四支队任排长、连长。1941年以后，任新四军第二师兼淮南军区独立旅四团一营营氏，新四军淮南军区独立团副团长，新四军第二师六旅十七团团长。第二次国共内战期间，任华东野战军第六纵队十八师五十二团团长，第三纵队九师副参谋长，第三野战军二十二军六十四师参谋长、副师长兼参谋长。
中华人民共和国成立以后，历任浙江军区第十军分区副司令员，二十二军六十六师师长，六十八军副军长，济南军区副参谋长，济南军区司令部顾问。1964年，晋升为少将军衔。1983年4月，在北京逝世。